# Бэкмаскинг
Бэкмаскинг — прием в звукозаписи, когда при прослушивании конечной записи в нормальном направлении звук на ней воспроизводится задом наперед. Бэкмаскинг — это преднамеренный процесс, в то время как сообщение, найденное с помощью фонетического реверса, может быть непреднамеренным.
Бэкмаскинг был популяризирован группой The Beatles, которая использовала обратную инструментальную обработку в своем альбоме Revolver 1966 года. С тех пор исполнители используют бэкмаскинг для художественного, комедийного и сатирического эффекта, как на аналоговых, так и на цифровых записях. Эта техника также использовалась для цензурирования слов или фраз для «чистых» релизов нецензурных песен.
В 1969 году слухи о замаскированном послании в песне Revolution 9 группы The Beatles породили городскую легенду о смерти Пола Маккартни.
В 1970-х, 1980-х и 1990-х годах христианские группы в США утверждали, что замаскированные слова используются известными рок-музыкантами в сатанинских целях, что привело к протестам со сжиганием пластинок и принятию законов против замаскированных слов, предложенных правительствами штатов и федеральными властями.
С тех пор многие популярные музыканты были обвинены в том, что они включают в свою музыку послания при помощи бэкмаскинга. Однако кажущиеся сообщения с бэкмаскинга на самом деле могут быть примерами парейдолии — склонности мозга распознавать закономерности в бессмысленных данных — или случайного фонетического реверса.

## История

### Разработка

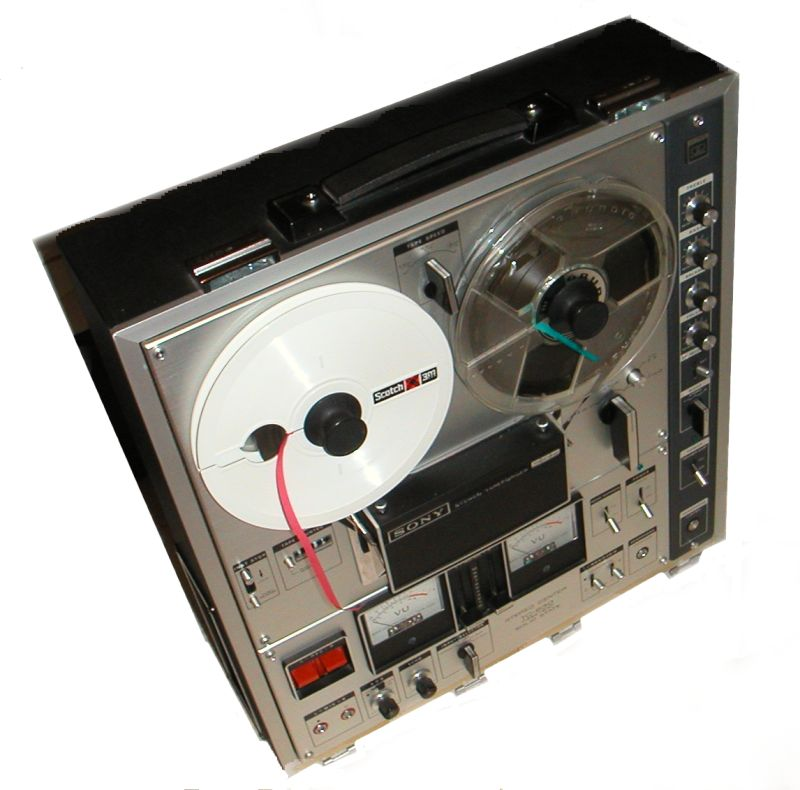
Магнитофоны позволяют осуществлять бэкмаскинг в студиях звукозаписи

В 1877 году Томас Эдисон изобрел фонограф — устройство, позволяющее записывать и воспроизводить звук на вращающемся цилиндре с помощью щупа (или «иглы»), прикрепленного к диафрагме, установленной на узком конце рожка. В 1888 году Эмиль Берлинер изобрел хорошо знакомую пластинку фонографа с боковым срезом диска. Помимо воссоздания записанных звуков путем установки щупа на цилиндр или диск и вращения его в том же направлении, что и во время записи, можно было услышать другие звуки, вращая цилиндр или диск в обратном направлении. В 1878 году Томас Эдисон отметил, что при воспроизведении в обратном направлении «песня во многих случаях остается мелодичной, а некоторые штрихи — приятными и новыми, но совершенно отличными от песни, воспроизведенной правильным способом».
Проигрывание пластинок в обратном направлении рекомендовал в качестве тренировки для магов оккультист Алистер Кроули, который в своей книге «Магия» (Книга 4) 1913 года предложил адепту «тренировать себя думать задом наперед внешними средствами», одним из которых было «прослушивание фонограмм в обратном направлении». В фильме «Золотоискатели» 1935 года конец музыкального номера танцующих пианистов «Слова в моем сердце» снят в обратном движении, при этом сопровождающая инструментальная партитура, кстати, тоже была перевернута.
В 1950-х годах произошли два новых события в аудиотехнологиях: развитие musique concrète, авангардной формы электронной музыки, которая включает в себя монтаж фрагментов природных и промышленных звуков, и одновременное распространение использования магнитофонов в студиях звукозаписи. Эти две тенденции привели к появлению музыкальных композиций, написанных на ленте с использованием техник, включая эффекты обратной записи. В 1959 году вокальная группа The Eligibles выпустила пластинку под названием Car Trouble, которая содержит два бессмысленных отрывка. Если их проиграть задом наперед, получаются фразы «И ты сможешь вернуть мою дочь к 10:30, бездельник!» и «Так, смотрите сюда, коты, прекратите играть эти пластинки задом наперед!». Попав на 107 место в чартах журнала Billboard тем летом, Car Trouble, как считается, стала первой популярной записью, содержащей бэкмаскинг.
The Beatles были ответственны за популяризацию концепции бэкмаскинга. Певец Джон Леннон и продюсер Джордж Мартин утверждали, что они открыли технику бэкмаскинга во время записи альбома 1966 года Revolver; в частности, альбомных композиций Tomorrow Never Knows и I’m Only Sleeping, а также сингла Rain. Джон Леннон заявил, что, находясь под воздействием марихуаны, он случайно проиграл кассеты с записью Rain в обратном направлении и получил удовольствие от звука. На следующий день он поделился результатами с другими участниками The Beatles, и эффект был использован сначала в гитарном соло для Tomorrow Never Knows, а затем в Rain. По словам Дж. Мартина, группа экспериментировала с изменением скорости и реверсированием пленок Tomorrow Never Knows, и Дж. Мартину пришла идея реверсировать вокал и гитару Леннона, что он и сделал с клипом из Rain. Леннону понравился эффект, и он оставил его. Rain стала первой песней the Beatles, в которой было сообщение с использованием бэкмаскинга: «Солнце … Дождь … Когда идет дождь, они бегут и прячут свои головы».

### Споры
The Beatles были вовлечены в распространение бэкмаскинга как в качестве техники записи, так и в качестве причины для дискуссий и обсуждений. Последнее уходит корнями в событие 1969 года, когда ди-джей WKNR-FM Расс Гибб получил телефонный звонок от студента Восточного Мичиганского университета, представившегося «Томом». Звонивший спросил Р. Гибба о слухе, что Пол Маккартни умер, и утверждал, что песня Revolution 9 группы the Beatles содержит реверсированное сообщение, подтверждающее этот слух.
Расс Гибб включил песню задом наперед на своем проигрывателе и услышал: «Включи меня, мертвец… включи меня, мертвец… включи меня, мертвец…». Р. Гибб начал рассказывать своим слушателям о том, что он назвал «Великим сокрытием», и к первоначальной подсказке были добавлены различные другие, включая якобы замаскированное сообщение «Пол — мертвец, скучай по нему, скучай по нему, скучай по нему» в песне I’m So Tired.
Слух о том, что Пол Маккартни мертв, популяризировал идею бэкмаскинга в популярной музыке. После выступления Р. Гибба было найдено еще много песен, содержащих фразы, которые в перевернутом виде звучали на известных языках. Первоначально поиском занимались в основном поклонники рок-музыки; но в конце 1970-х годов, во время подъема правых христиан в США, фундаменталистские христианские группы начали утверждать, что замаскированные сообщения могут обойти сознание и достичь подсознания, где они будут неосознанно восприняты слушателем. В 1981 году христианский диджей Майкл Миллс начал заявлять в христианских радиопрограммах, что песня Led Zeppelin Stairway to Heaven содержит скрытые сатанинские послания, которые воспринимаются бессознательным.
В начале 1982 года Пол Крауч из Trinity Broadcasting Network вел передачу с самопровозглашенным нейробиологом Уильямом Ярроллом, который утверждал, что рок-звезды сотрудничают с Церковью Сатаны, чтобы помещать скрытые подсознательные послания на пластинки. Также в 1982 году фундаменталистский христианский пастор Гэри Гринвальд провел публичные лекции об опасностях бэкмаскинга, а также по крайней мере одно массовое сжигание пластинок. В том же году тридцать подростков из Северной Каролины во главе со своим пастором заявили, что певцы одержимы сатаной, который использует их голоса для создания обратных сообщений, и устроили сжигание пластинок в своей церкви.
С обвинениями в демоническом бэкмаскинге выступали также социальные психологи, родители и критики рок-музыки, а также Parents Music Resource Center (образованный в 1985 году), который обвинил Led Zeppelin в использовании бэкмаскинга для пропаганды сатанизма.

### Законодательство

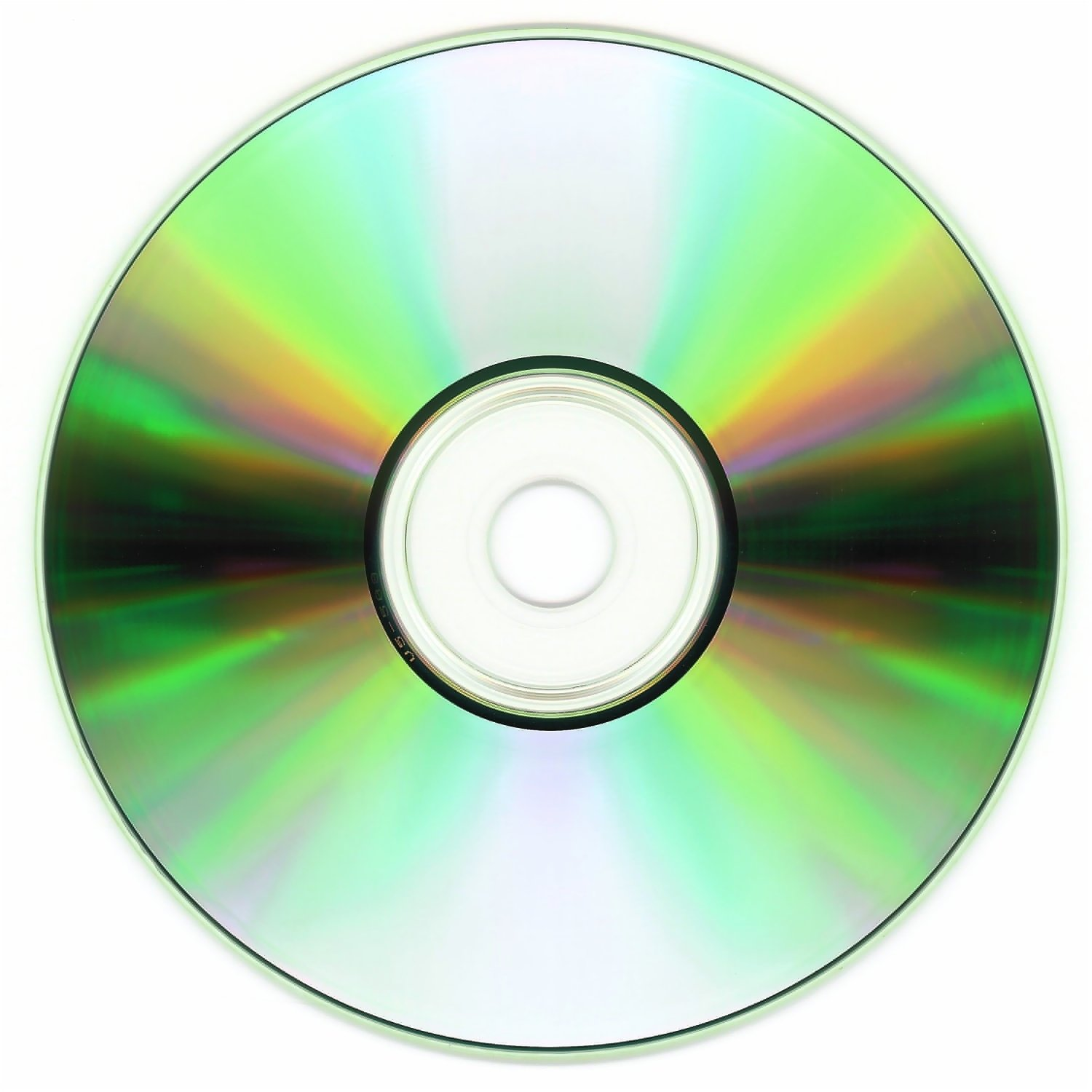
Компакт-диск затруднял поиск реверсированных сообщений, вызывая снижение интереса к бэкмаскингу

Одним из результатов популярности бэкмаскинга стало увольнение пяти радиодиджеев, которые призывали слушателей искать реверсированные сообщения в своих коллекциях пластинок. Более серьезным последствием стало принятие законов правительствами штатов Арканзас и Калифорния. Калифорнийский законопроект 1983 года был представлен с целью предотвращения бэкмаскинга, который «может манипулировать нашим поведением без нашего ведома или согласия и превратить нас в учеников Антихриста». В обсуждении законопроекта участвовал Комитет по защите прав потребителей и токсичным материалам Ассамблеи штата Калифорния. Во время него Stairway to Heaven была проиграна задом наперед, а Уильям Яролл дал показания . Успешно принятый закон сделал распространение записей с незаявленным бэкмаскингом вторжением в частную жизнь, за которое на распространителя можно было подать в суд. Закон Арканзаса, принятый единогласно в 1983 году, ссылался на альбомы The Beatles, Pink Floyd, Electric Light Orchestra, Queen и Styx, и требовал, чтобы записи с бэкмаскингом включали предупреждающую наклейку: «Внимание: Эта запись содержит бэкмаскинг, который может влиять на подсознательном уровне при воспроизведении записи». Однако законопроект был возвращен в сенат штата губернатором Биллом Клинтоном и отклонен. Резолюция Палаты представителей 6363, внесенная в 1982 году представителем Бобом Дорнаном, предлагала обязательное наличие аналогичной наклейки; законопроект был передан в подкомитет по торговле, транспорту и туризму и так и не был принят. К правительственным мерам призывали также законодательные органы Техаса и Канады.
С появлением компакт-дисков в 1980-х годах, но до появления технологии редактирования звука для персональных компьютеров в 1990-х годах, слушать записи задом наперед стало сложнее, и споры утихли.

### Возрождение
Хотя пик споров о бэкмаскинге пришелся на 1980-е годы, общая вера в сублиминальное манипулирование стала более распространенной в США в течение следующего десятилетия, а вера в сатанинские сообщения на записях сохранилась и в 1990-е годы. В то же время, разработка программного обеспечения для редактирования звука с функцией реверса звука упростила процесс реверса звука, который ранее можно было сделать с полной точностью только с помощью профессионального магнитофона. Утилита Sound Recorder, входящая в состав Microsoft Windows от Windows 95 до Windows XP, позволяет одним кликом изменить направление звука, как и популярная программа редактирования звука с открытым исходным кодом Audacity. После широкого распространения Интернета искатели бэкмаскинга использовали такое программное обеспечение для создания веб-сайтов, на которых размещались образцы музыки, проигранные в обратном направлении, что стало широко распространенным методом изучения бэкмаскинга в популярной музыке.
В январе 2014 года в рамках рекламной кампании премии «Грэмми» было выпущено первое видео с бэкмаскингом. Настроенный видеоплеер позволял пользователю смотреть фрагмент фильма, сопровождаемый музыкальным саундтреком, как в прямом, так и в обратном направлении. Контент в обратном направлении содержал скрытую визуальную историю и слова «музыка раскрывает тебя», встроенные в обратную звуковую дорожку.

## Использование
Бэкмаскинг используется в качестве техники звукозаписи с 1960-х годов. В эпоху звукозаписи на магнитную ленту для бэкмаскинга требовалось, чтобы исходная лента воспроизводилась в обратном направлении, для чего ее сначала наматывали на исходную катушку, а затем меняли местами катушки, чтобы использовать эту катушку в качестве исходной (при этом стереоканалы также менялись местами).
Слова в записи с бэкмаскингом представляют собой неразборчивый шум при воспроизведении вперед, но при воспроизведении назад слышна чистая речь. Для прослушивания аудио с бэкмаскингом на большинстве проигрывателей пластинок требуется отключить привод и вручную вращать альбом в обратном направлении (хотя некоторые проигрыватели могут воспроизводить записи в обратном направлении). При использовании магнитной ленты необходимо перевернуть ленту и вставить ее обратно в кассету. Компакт-диски было трудно запустить задом наперёд, когда они только появились, но цифровые аудиоредакторы, которые впервые появились в конце 1980-х годов и стали популярными в течение следующего десятилетия, позволяют легко перевернуть аудио из цифровых источников.

### Кино и телевидение
В фильме 1973 года Изгоняющий дьявола на кассете с записями звуков, издаваемых одержимой жертвой, было обнаружено сообщение, когда кассета была проиграна в обратном направлении. Эта сцена, возможно, вдохновила последующие подражательные музыкальные эффекты. Стэнли Кубрик использовал Masked Ball, адаптацию Джослин Пук ее более ранней работы Backwards Priests (с альбома Flood) с перевернутыми румынскими песнопениями, в качестве фоновой музыки для сцены бала-маскарада в фильме Широко закрытые глаза.
Бэкмаскинг также был спародирован в эпизоде 2001 года телесериала Симпсоны под названием New Kids on the Blecch. Барт Симпсон вступает в мальчишескую группу Party Posse, в песне которой Drop da Bomb есть повторяющийся текст Yvan eht nioj. Лиза Симпсон начинает подозревать и проигрывает песню задом наперед, обнаруживая замаскированное сообщение Join the Navy, в результате чего она понимает, что бойз-бенд был создан как подсознательный инструмент вербовки в ВМС США.
В эпизоде Футурамы Калькулон 2.0 также есть сцена, где установочный диск проигрывается задом наперед на том, что выглядит как старомодный проигрыватель грампластинок, и из него доносятся слова «воскресни из мертвых во имя Сатаны».

### Музыка
Вокалист Judas Priest Роб Хэлфорд признавался, что записал слова «In the dead of the night, love bites» задом наперед в треке Love Bites с альбома 1984 года Defenders of the Faith. На вопрос, зачем он записал это сообщение, Роб Хэлфорд ответил: «Когда сочиняешь песни, всегда ищешь новые идеи, новые звуки».
Бэкмаскинг использовался хэви-метал группами, чтобы намеренно вставить послания в свои тексты или образы. Группы использовали сатанинские образы в коммерческих целях. Например, трэш-метал группа Slayer включила в начало альбома 1985 года Hell Awaits замаскированный голос, повторяющий «присоединяйтесь к нам». Cradle of Filth, еще одна группа, использовавшая сатанинские образы, выпустила песню под названием Dinner at Deviant's Palace, состоящую почти полностью из необычных звуков и перевернутого чтения молитвы «Отче наш».
В конце песни Before I Forget группы Slipknot слышен голос вокалиста Кори Тейлора, который говорит: «... You're waste it», что является намёком на то, что Рик Рубин, продюсер их альбома Vol. 3: The Subliminal Verses, хотел, чтобы Кори Тейлор изменил вокальную мелодию припева, потому что считал ее незапоминающейся; однако К. Тейлор стоял на своем, и припев остался неизменным.
Исполнители часто используют бэкмаскинг звуков или инструментального аудио для создания интересных звуковых эффектов. Одним из таких звуковых эффектов является обратное эхо. Когда это делается на пленке, такое использование бэкмаскинга известно как эффект обратной ленты. Бэкмаскинг использовался для художественного эффекта Мисси Эллиотт (Work It), Джей Чоу (You Can Hear) At the Drive-In (300 MHz), Klaatu (Anus of Uranus/Silly Boys и Lacuna Coil (Self Deception).
Смежная техника — реверсирование всего инструментального трека. Джон Леннон первоначально хотел сделать это с песней Rain, но возражения продюсера Джорджа Мартина и Пола Маккартни сократили обратную часть до 30 секунд. Альбом датской группы Mew 2009 года No More Stories... содержит трек New Terrain, который при прослушивании в обратном направлении открывает новую песню под названием Nervous. Соул-дуэт Gnarls Barkley выпустил сопутствующую версию своего альбома The Odd Couple, инструментальный альбом под названием elpuoc ddo eht, состоящий из оригинального альбома, сведенного в один трек длиной 38:44 и перевернутого задом наперед. Этот альбом может быть легально приобретен владельцами оригинала, поскольку он призван дополнить его и стать ресурсом для сэмплеров.
B-сторона сингла Napoleon XIV 1966 года They're Coming to Take Me Away, Ha-Haaa! представляет собой перевернутую версию всей первой стороны пластинки, озаглавленную !aaaH-aH ,yawA eM ekaT oT gnimoC er'yehT. Перевернутая версия достигла № 3 в чартах США и № 4 в Великобритании.
Альбом Мэтью Свита 1999 года In Reverse включает в себя перевернутые гитарные партии, которые были воспроизведены прямо на ленте, идущей в обратном направлении. На живых концертах гитарные партии исполнялись вживую на сцене с помощью эмулятора обратного хода.
В 2008 году российская рок-группа «Алиса» выпустила альбом «Пульс хранителя дверей лабиринта», перед каждым треком которого звучал некий афоризм, проигранный задом наперёд. По замыслу лидера группы Константина Кинчева, группа стремилась показать слушателю «некое Зазеркалье», но расшифровать смысл каждого послания слушатели должны были самостоятельно.